# Bécor
Bécor är en bergstopp i Schweiz. Den ligger i distriktet Monthey och kantonen Valais, i den sydvästra delen av landet, 90 km sydväst om huvudstaden Bern. Toppen på Bécor är 2 206 meter över havet.